# District de Bilene Macia
Le district de Bilene Macia est une subdivision administrative de la province de Gaza au sud du Mozambique. En 2015, sa population est de ?habitants.

## Source de la traduction
- (en) Cet article est partiellement ou en totalité issu de l’article de Wikipédia en anglais intitulé « Bilene Macia District » (voir la liste des auteurs).